# Феликс, Мария
Мари́я де лос А́нхелес Фе́ликс Гуэре́нья (исп. María de los Ángeles Félix Güereña, 8 апреля, по другим сведениям — 4 мая, 1914, А́ламос — 8 апреля 2002, Мехико) — мексиканская киноактриса, модель, натурщица, крупнейшая актриса золотого века мексиканского кино — 1940—1960-х годов. Помимо Долорес дель Рио, считается «самым красивым лицом мексиканского кино».

## Биография
- Отец — из индейцев племени яки, мать — испанского (баскского) происхождения, воспитывалась в монастыре в Калифорнии (США).
- Мария дебютировала в кино в 1943.
- Сыграла в 47 фильмах.

## Семейная жизнь
Четырежды была замужем. Среди её мужей — мексиканский композитор Агустин Лара, написавший для неё несколько песен, включая знаменитую «Мария Бонита», звёздный мексиканский актёр и певец Хорхе Негрете, французский банкир Алекс Берже.

## Дети
Единственный сын (от первого брака) Энрике Альварес Феликс (1934—1996) был актёром, снимался в телесериалах.

## Избранные роли
Сыграла роль Мессалины в одноимённом фильме режиссёра Кармине Галлоне (1951), знаменитой танцовщицы и куртизанки Каролины Отеро в фильме «Прекрасная Отеро» (1954), играла в фильмах «Французский канкан» (1954) Жана Ренуара с Жаном Габеном, «Герои устали» (1955) Ива Чампи с Ивом Монтаном, «Лихорадка приходит в Эль-Пао» (1959) Буньюэля с Жераром Филипом, «Сонаты» (1959) Хуана Антонио Бардема, «Пепельная среда» (1958) и «Майский цветок» (1959) Роберто Гавальдона, «Любовь и секс» (1964) Луиса Алькорисы и др.

## Награды

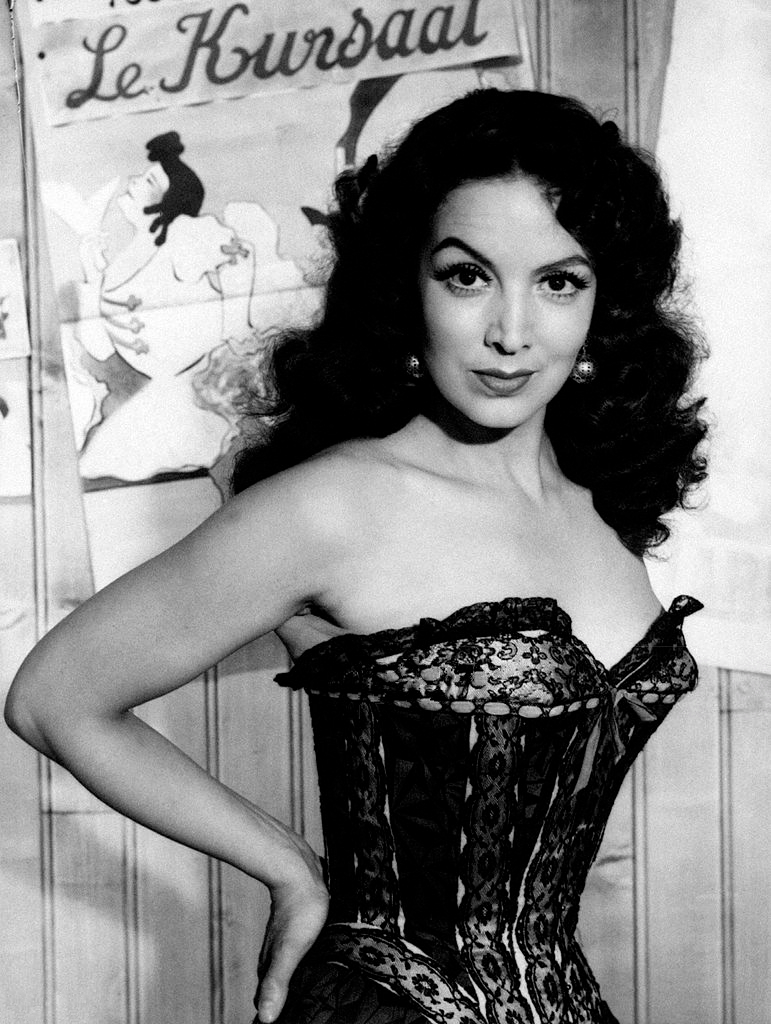
Мария Феликс в 1954 году

В 1985 году была удостоена главной ежегодной награды Мексиканской киноакадемии Золотой премии «Ариэль» за вклад в киноиндустрию.
В 2018 году Google отпраздновал 104-й день рождения Марии Феликс, поместив её портрет на Google Doodle.

## Феликс и литература
Актриса дружила с Октавио Пасом, Карлосом Фуэнтесом, Эленой Понятовской и другими мексиканскими писателями. Её исполнение заглавной роли в экранизации его романа Донья Барбара (1943) высоко оценил венесуэльский писатель Ромуло Гальегос.

## Феликс и живопись
Феликс писали Хосе Клементе Ороско, Диего Ривера, Леонора Каррингтон, Леонор Фини и другие художники.

## Феликс и мода
- Выступала моделью Баленсиаги и Кристиана Диора.
- Коллекционировала драгоценности периода Второй империи.